# Vorläuferstoffe
Vorläuferstoffe (englisch precursor ‚Präkursor‘, ‚Vorläufer‘, rechtstechnisch auch als Grundstoffe oder Drogenausgangsstoffe bezeichnet) sind Chemikalien, die zur Herstellung von Betäubungsmitteln verwendet werden können. Dazu gehören Stoffe, die bei Einnahme nicht abhängig machen, aber in ein Betäubungsmittel überführt werden können (z. B. Ephedrin, Lysergsäure). Zu den Vorläuferstoffen im weiteren Sinne werden andere chemische Grundstoffe wie Säuren, Basen und organische Lösungsmittel gezählt. Sie eignen sich zur Herstellung von Betäubungsmitteln und psychotropen Stoffen, ohne aber im hergestellten Betäubungsmittel selbst noch enthalten zu sein.

## Internationale Betäubungsmittelübereinkommen
Vorläuferstoffe sind international durch das Übereinkommen der Vereinten Nationen gegen den unerlaubten Verkehr mit Suchtstoffen und psychotropen Stoffen von 1988 klar definiert und in Listen (insgesamt 23 Chemikalien) aufgeführt. Die Vertragsparteien verpflichten sich zur Übernahme dieser Listen in ihr Recht.

## Europäisches Recht
Das Europäische Recht über Drogenausgangsstoffe regelt  sowohl den Handel innerhalb der Gemeinschaft, wie auch den Außenhandel und ist unmittelbar in allen Mitgliedstaaten der Europäischen Union anwendbar. Es handelt sich dabei um die Verordnung (EG) Nr. 273/2004 des Europäischen Parlaments und des Rates vom 11. Februar 2004 betreffend Drogenausgangsstoffe und die Verordnung (EG) Nr. 111/2005 des Rates vom 22. Dezember 2004 zur Festlegung von Vorschriften für die Überwachung des Handels mit Drogenausgangsstoffen zwischen der Gemeinschaft und Drittländern in ihrer jeweils geltenden Fassung. 
In Deutschland werden die europäischen Verordnungen durch die Vorschriften des Grundstoffüberwachungsgesetzes ergänzt.

## Rechtsquellen
- Verordnung (EG) Nr. 273/2004 des Europäischen Parlaments und des Rates vom 11. Februar 2004 betreffend Drogenausgangsstoffe
- Verordnung (EG) Nr. 111/2005 des Rates vom 22. Dezember 2004 zur Festlegung von Vorschriften für die Überwachung des Handels mit Drogenausgangsstoffen zwischen der Gemeinschaft und Drittländern